# Кастийон-де-Сен-Мартори
Кастийо́н-де-Сен-Мартори́ (фр. Castillon-de-Saint-Martory, окс. Castilhon de Sent Martòri) — коммуна во Франции, находится в регионе Юг — Пиренеи. Департамент — Верхняя Гаронна. Входит в состав кантона Сен-Мартори. Округ коммуны — Сен-Годенс.
Код INSEE коммуны — 31124.

## География

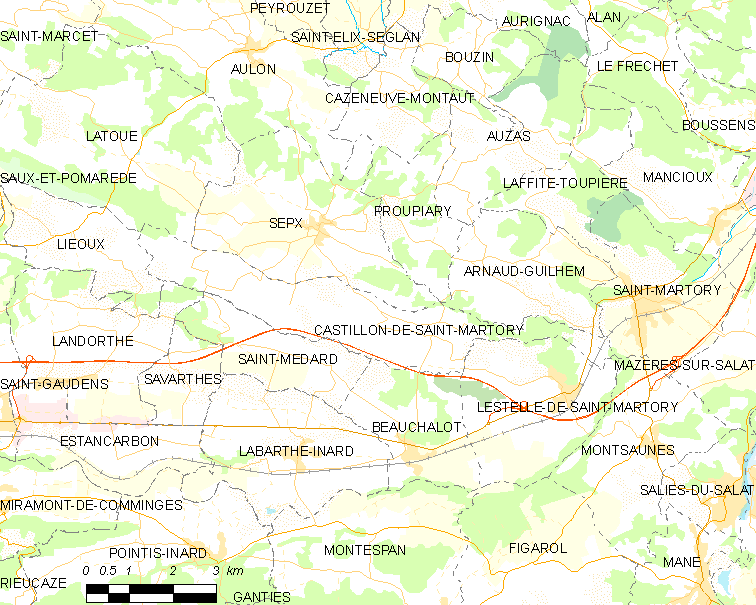
Карта коммуны

Коммуна расположена приблизительно в 650 км к югу от Парижа, в 75 км к юго-западу от Тулузы.

## Климат
Климат умеренно-океанический. Зима мягкая и снежная, весна характеризуется сильными дождями и грозами, лето сухое и жаркое, осень солнечная. Преобладают сильные юго-восточные и северо-западные ветры.

## Население
Население коммуны на 2010 год составляло 338 человек.
| 1962 | 1968 | 1975 | 1982 | 1990 | 1999 | 2010 |
| ---- | ---- | ---- | ---- | ---- | ---- | ---- |
| 265  | 217  | 216  | 195  | 240  | 259  | 338  |

## Администрация
| Период | Период | Фамилия         | Партия | Примечания |
| ------ | ------ | --------------- | ------ | ---------- |
| 1971   | 2003   | Мишель Кассеньо |        |            |
| 2003   | 2008   | Ален Кандредон  |        |            |
| 2008   | 2014   | Мишель Кассеньо |        |            |
| 2014   | 2020   | Патрик Сюдр     |        |            |

## Экономика
В 2010 году среди 222 человек трудоспособного возраста (15—64 лет) 178 были экономически активными, 44 — неактивными (показатель активности — 80,2 %, в 1999 году было 70,8 %). Из 178 активных жителей работали 162 человека (87 мужчин и 75 женщин), безработных было 16 (4 мужчины и 12 женщин). Среди 44 неактивных 13 человек были учениками или студентами, 17 — пенсионерами, 14 были неактивными по другим причинам.

## Достопримечательности
- Церковь Св. Иоанна Крестителя
- Часовня Св. Роха